# Bătălia din zona Bran-Câmpulung (1916)
Bătălia din zona Bran-Câmpulung, numită uneori și Bătălia de la Câmpulung, s-a desfășurat între 8-23 octombrie 1916 și a avut ca rezultat anihilarea încercării Armatei 9 germane de forțare a Munților Carpați prin Culoarul Rucăr-Bran., în ea fiind angajate forțele Armatei 2 române și forțele Armatei 9 germane.

## Contextul operativ strategic

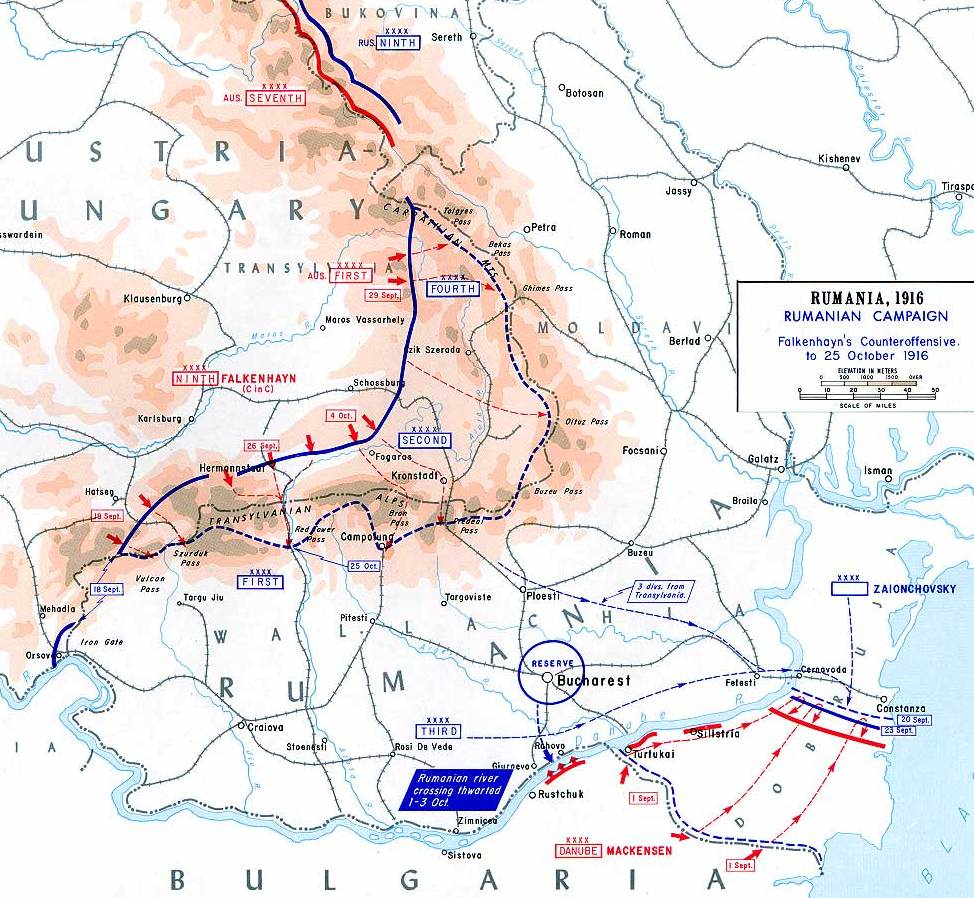
Contraatacul Puterilor Centrale, septembrie-octombrie 1916

Bătălia din zona Bran-Câmpulung a făcut parte din operația de apărare a trecătorilor din Munții Carpați, cea de-a treia operație de nivel strategic desfășurată de Armata României în campania anului 1916. Ea s-a desfășurat începând cu a doua decadă a lunii septembrie și până la începutul lunii octombrie 1916, având trei obiective principale: oprirea ofensivei declanșate de inamic pe frontul din Transilvania, menținerea și consolidarea unui dispozitiv defensiv pe aliniamentul  Munților Carpați și crearea condițiilor pentru reluarea inițiativei strategice și trecerea la ofensivă.:pp 472-473
Gruparea de forțe inamică era comandată de arhiducele Carol, moștenitorul tronului austro-ungar și era formată din trei armate: Armata 7 austro-ungară, acționând în Bucovina, Armata 1 austro-ungară acționând între Târnava Mare și Olt și Armata 9 germană acționând în partea sudică a frontului, aflată sub conducerea generalului Erich von Falkenhayn, proaspăt demis din funcția de  șef al Statului Major general.:pp 23-27
Planul de operații al Puterilor Centrale prevedea în faza inițială o dublă ofensivă. Prima dintre acestea era a Armatei 1 austro-ungară în zona Trotuș-Oituz având ca scop ocuparea acestei trecători și ulterior interceptarea comunicației de pe Valea Siretului pentru a preveni sosirea ajutoarelor ruse. Cea de-a doua urma să fie desfășurată de Armata 9 germană și avea ca obiectiv „deschiderea drumului peste munți spre București, pe calea cea mai scurtă, astfel ca întreg teritoriul de vest al Munteniei să fie tăiat ca de un cuțit”. Dacă aceste două operații reușeau, planul prevedea o a treia operație care consta în trecerea Dunării de către forțele aflate sub comanda lui Mackensen și desfășurarea unui atac concentrat asupra Bucureștiului.:p. 394
Planul general al ofensivei Armatei 9 germane prevedea „trecerea munților odată cu inamicul, sau în cel mai rău caz înainte ca el să aibă timpul a se instala în lucrările de fortificație existente pe înălțimile trecătorilor de pe granițe”.:p. 105 În acest scop urmau să fie atacate succesiv forțele românești care apărau trecătorile Carpaților Meridionali, în vederea ocupării prin surprindere a uneia dintre acestea și facilitarea astfel a trecerii grosului forțelor germane la sud de Carpați.:pp 105-132
Planul de operații român prevedea trecerea la apărarea strategică pe întreg frontul de nord și menținerea de către cele trei armate (1, 2 și de Nord) a aliniamentului Carpaților până la sosirea iernii „când zăpezile mari ce vor cădea peste munți vor opri operațiile”.:p. 391

## Forțe participante

### Dispozitivul forțelor române
Forțele române erau reprezentate de Grupul Nămăești (comandant general de divizie Dumitru Cotescu - comandantul Corpului II Armată), ocupând un dispozitiv de luptă centrat pe șoseaua Câmpulung - Brașov.:pp 450-454 Inițial forțele române erau reprezentate de din Divizia 22 Infanterie (comandant general de brigadă Aristide Razu) proaspăt intrată în dispozitiv de luptă după sosirea din zona operației de la Flămânda. Acesteia avea să i se alăture începând cu noaptea de 7/18 octombrie Divizia 12 Infanterie (comandant general de brigadă Traian Găiseanu) retrasă de pe frontul din Dobrogea.:pp 412-416

### Dispozitivul forțelor germane
Pentru atacul pozițiilor românești, comandamentul german destinase forțe ale Armatei 9: Corpul I Rezervă cu două divizii de infanterie - Divizia 76 Infanterie germană și Brigada 8 Munte austro-ungară.

## Comandanți

### Comandanți români
Comandant al Grupului Nămăești
- General de divizie Dumitru Cotescu

Comandanți de divizie
- Divizia 12 Infanterie - General de brigadă Traian Găiseanu
- Divizia 22 Infanterie - General de brigadă Aristide Razu

### Comandanți ai Puterilor Centrale
Comandant al Armatei 9
- General de infanterie Erich von Falkenhayn

Comandanț al Corpului I Rezervă
- General locotenent Curt von Morgen

Comandanți de divizie
- Divizia 76 Infanterie - General locotenent Hugo Elstermann von Elster
- Brigada 8 munte - Colonel Roth

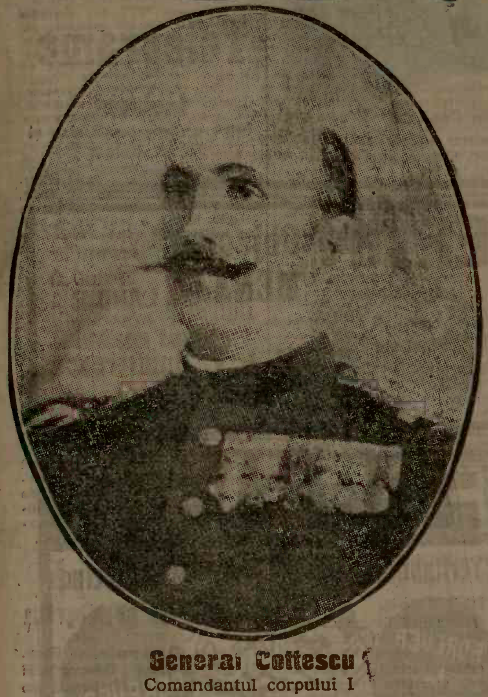
General Dumitru Cotescu
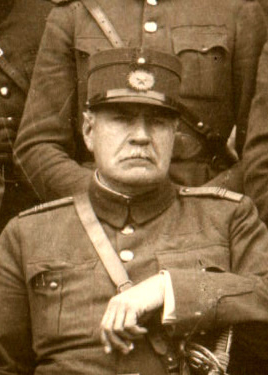
General Aristide Razu
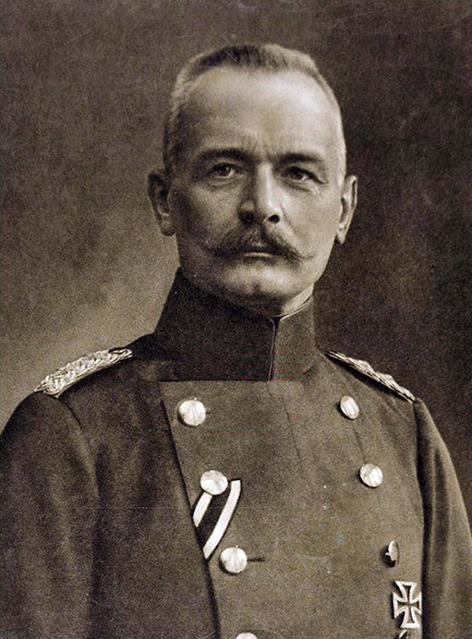
General Erich von Falkenhayn
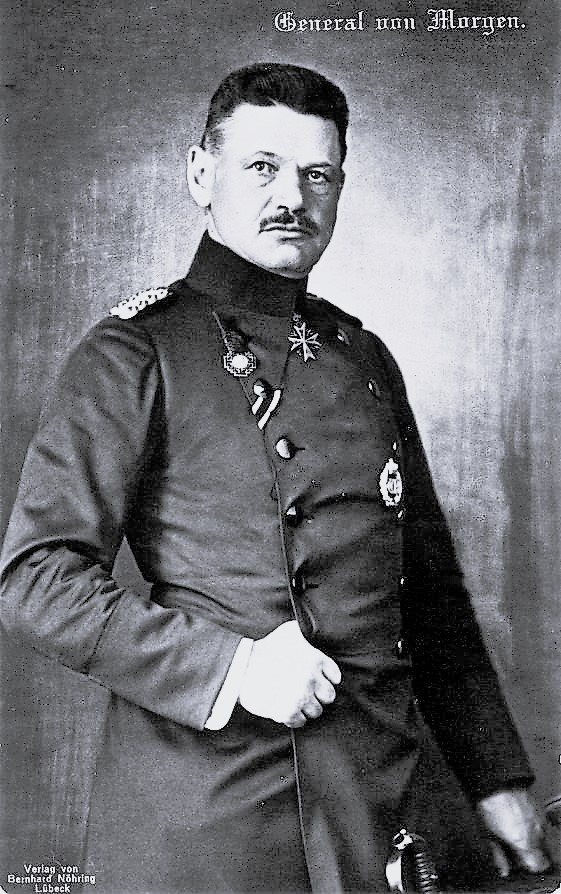
General Curt von Morgen

## Desfășurarea acțiunilor militare

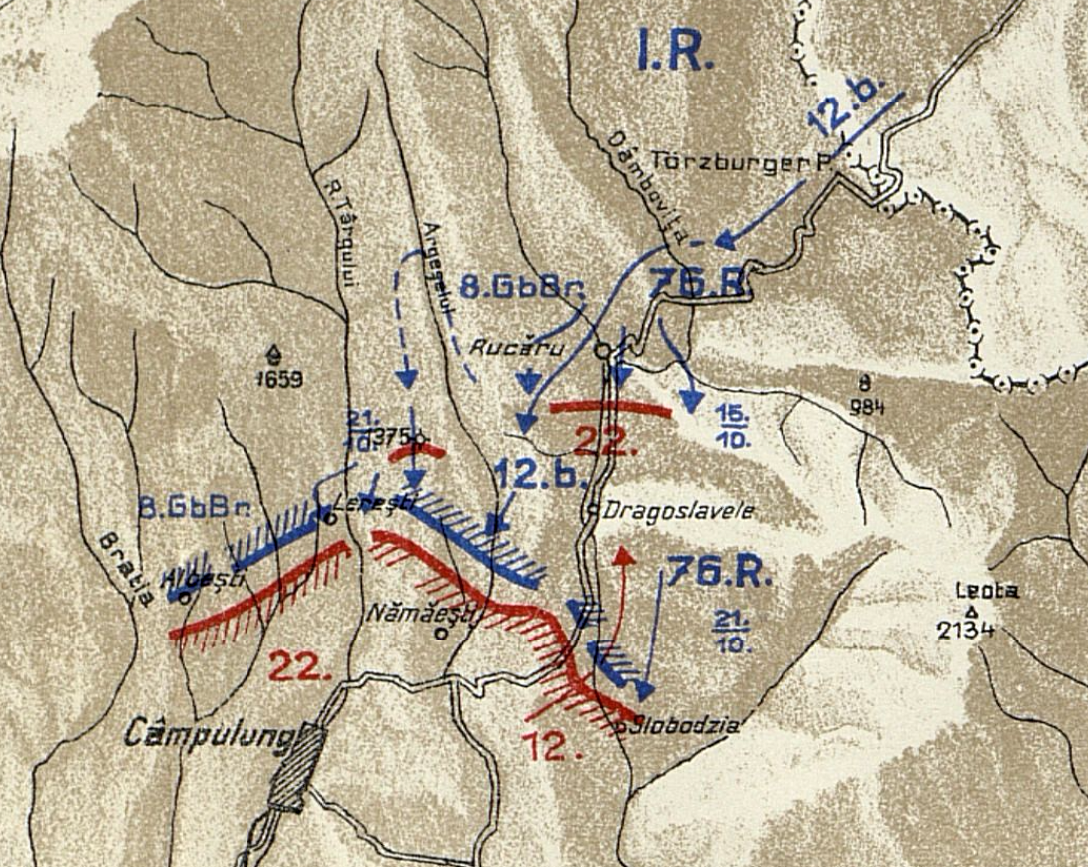
Desfășurarea acţiunilor militare

Planul german prevedea executarea unei lovituri frontale cu Divizia 76 Infanterie concomitent cu o manevră de învăluire dinspre vest executată de Brigada 8 Munte austro-ungară. Pe de altă parte, ordinul dat forțelor române de către comandantul Armatei 2, generalul Averescu, cerea opunerea unei rezistențe puternice, precizând imperativ că:
Retragerea de pe pozițiunile actuale nu se va face decât prin ordine; ea se va executa în așa mod că, pe când o parte a trupelor vor fi îndreptate spre poziția de ocupat, restul, constituit în ariergardă va întârzia înaintarea inamicului, folosindu-se de pozițiunile intermediare ce oferă terenul și care vor fi și ele recunoscute de pe acum.:p. 658
General Alexandru Averescu, Ordin de operații pentru Armata 2
Respectarea cu strictețe de către trupele române a acestui ordin de operații a făcut ca deși inamicul a obținut un număr de victorii tactice în faza inițială, în cele din urmă a fost nevoit să oprească acțiunea ofensivă și să treacă la defensivă, într-o situație nu foarte favorabilă:
Corpul 1 rezervă se afla la 18 octombrie aproape în același loc în care se afla cu paisprezece zile înainte, la intrarea trecătorii Branului spre bazinul Câmpulung. [...] Cheia poziției inamice, Muntele Mateiaș (1.241 m) foarte bine întărit, nu a putut fi cucerit; și când la 13 octombrie au început din nou atacuri foarte puternice din partea adversarului, executate cu forțe noi aduse, corpul a fost bucuros să se poată menține. El [generalul Kurt von Morgen, n.n.] a suferit în câteva locuri chiar înfrângeri, care l-au determinat să ceară cu toată insistența ajutor. Am fost nevoit să-l refuz, deoarece nu aveam rezerve la dispoziție.:p. 130
General Erich Falkenhayn, Campania Armatei a 9-a împotriva românilor și a rușilor